# Liste der Kulturdenkmäler in Trulben
In der Liste der Kulturdenkmäler in Trulben sind alle Kulturdenkmäler der rheinland-pfälzischen Ortsgemeinde Trulben aufgeführt. Grundlage ist die Denkmalliste des Landes Rheinland-Pfalz (Stand: 14. Dezember 2023).

## Einzeldenkmäler
| Bezeichnung                         | Lage                                                       | Baujahr                         | Beschreibung                                                   | Bild                           |
| ----------------------------------- | ---------------------------------------------------------- | ------------------------------- | -------------------------------------------------------------- | ------------------------------ |
| Kreuzigungsgruppe                   | Hauptstraße, Ecke Hofstraße Lage                           | 1759                            | Kreuzigungsgruppe, barock, bezeichnet 1759, 1872 renoviert     | Fotos hochladen                |
| Katholische Pfarrkirche St. Stephan | Hauptstraße 22 Lage                                        | 1769                            | spätromanischer Turm, Saalbau 1769                             | weitere Bilder Fotos hochladen |
| Kirchhofskreuz                      | Hauptstraße, bei Nr. 22 Lage                               | 1807                            | Kirchhofskreuz, Typus der Lothringer Kreuze, bezeichnet 1807   | Fotos hochladen                |
| Wegekreuz                           | südlich des Ortes; Distrikt Am Heidenkopf Lage             | 18. oder frühes 19. Jahrhundert | (nach)barockes Sandsteinkreuz, 18. oder frühes 19. Jahrhundert | Fotos hochladen                |
| Wegekreuz                           | westlich des Ortes an der K 4; Flur Kleiner Kirchberg Lage | Anfang des 19. Jahrhunderts     | Schaftkreuz, Anfang des 19. Jahrhunderts                       | Fotos hochladen                |

## Ehemalige Kulturdenkmäler
| Bezeichnung      | Lage                   | Baujahr | Beschreibung              | Bild |
| ---------------- | ---------------------- | ------- | ------------------------- | ---- |
| Winterbrunnerhof | südlich des Ortes Lage |         | aus Denkmalliste gelöscht | BW   |